# 이스타디우 무니시팔 드 브라가
이스타디우 무니시팔 드 브라가(포르투갈어: Estádio Municipal de Braga)는 포르투갈 브라가에 위치한 축구 경기장으로 SC 브라가의 홈구장으로 사용되고 있으며 30,154명을 수용할 수 있다.
UEFA 유로 2004 경기장으로 선정되었으며 인근에 있는 채석장을 깎아 건설된 것이 특징이다. 한때 이스타디우 AXA(Estádio AXA)라고 부르기도 했는데 이는 2007년 7월 프랑스의 보험 회사인 AXA와 3년간 경기장 스폰서 계약을 맺었기 때문에 붙여진 이름이었다.

## 사진

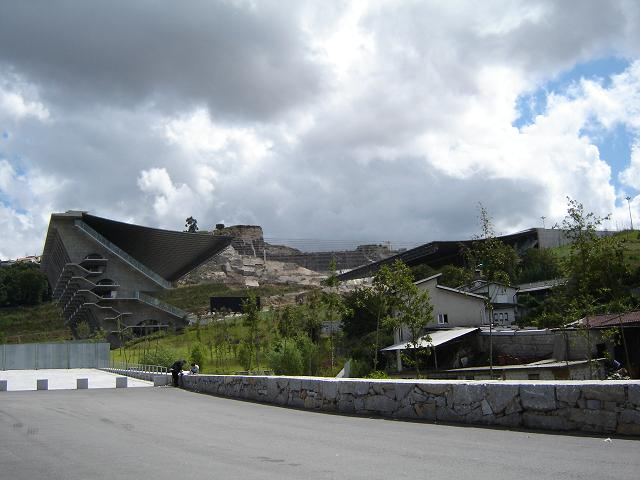
경기장 외관 모습